# Илия Кочовски
Илия Кочовски (на македонска литературна норма: Илија Кочовски) е художник от Северна Македония.

## Биография
Илия Кочовски е роден в 1945 година в Битоля, тогава във Федерална Югославия. Завършва Художествената академия в Белград. Член е на Дружеството на художниците на Македония и на Художествената група „77“. Участник е в много групови изложби в Македония и чужбина и прави самостоятелни в Битоля, Тържич и Кран, Неготино, Велес, Скопие и София. Носител е на ЛИКУМ, Годишна изложба ДХМ 1985, Ноемврийска награда на Художествена галерия Битоля, Ноемврийска награда за извънредни резултати в творечеството за 1988 г., Битоля, Диплома на Първото международно графично триенале в Битола в 1991 г., Майска награда на Дружеството на художниците в Битоля за 1996 година, Миячки зографи за 1996, „4-ти ноември“ на град Битоля за 1998 година, награда за Ex Libris в Риека, 1999 г., наградата „Борис Трайковски“ на Дружеството на художниците в Битоля за 2006 година.